# Festival de cine latinoamericano de Moscú
El Festival de Cine Latinoamericano de Moscú, cuya primera edición fue celebrada en los meses de febrero y marzo de 2008, fue el primer festival cinematográfico de Rusia que unió en su programa las películas de los últimos años de diferentes países de la América Latina: Argentina, Bolivia, Brasil, Colombia, Cuba, Chile, Ecuador, Guatemala, México, Paraguay, Uruguay y Venezuela.

## Historia
El festival fue organizado por el centro cultural Latinofiesta con el apoyo del Instituto de Latinoamérica (Moscú) y doce embajadas de los países participantes. El objetivo del evento fue promover en Rusia las mejores películas latinoamericanas, casi todas de las cuales fueron por primera vez proyectadas en Rusia en la gran pantalla. 
El programa del festival incluyó las siguientes películas: «American Visa» de Juan Carlos Valdivia (México-Bolivia, 2005), «Suite Habana» de Fernando Pérez (Cuba, 2003), «Así del precipicio» de Teresa Suárez (México, 2006), «Viaje hacia el mar» de Guillermo Casanova (Uruguay-Argentina, 2003), «Sexo con amor» de Boris Quercia (Chile, 2003), «1809-1810 mientras llega el día» de Camilo Luzuriaga (Ecuador, 2004), «El silencio de Neto» de Luís Argueta (Guatemala, 1995), «María, llena eres de gracia» de Joshua Marston (Estados Unidos-Colombia, 2004), «O ano em que meus pais saíram de férias» de Cao Hamburger (Brasil, 2006), «Tocar y luchar» de Alberto Arvelo Mendoza (Venezuela, 2006), «Réquiem por un soldado» de Galia Giménez (Paraguay, 2002), etc.

## Películas

### Edición de 2008
- Soñar no cuesta nada (Colombia)
- Tres veces dos (Cuba)
- American Visa (Bolivia-México)
- ¡Viva Cuba! (Cuba)
- María, llena eres de gracia (Estados Unidos-Colombia)
- Tocar y luchar (Venezuela)
- Así del precipicio (México)
- Suite Habana (Cuba)
- Sexo con amor (Chile)
- Río Hondo (Guatemala)
- La casa de enfrente (Guatemala)
- María Escobar (Paraguay)
- O Ano em Que Meus País Saíram de Férias (Brasil)
- Cachimba (Chile)
- Entre Marx y una mujer desnuda (Ecuador)
- Mi mejor enemigo (Argentina-Chile)
- El viaje hacia el mar (Uruguay)
- Réquiem por un soldado (Paraguay)
- 1809-1810 mientras llega el día (Ecuador)
- El silencio de Neto (Guatemala)

## Premios
- 2008 - «¡Viva Cuba!»

La mejor película del programa elegida por los espectadores en el sitio oficial del festival es «¡Viva Cuba!» de Juan Carlos Cremata Malberti e Iraida Malberti Cabrera (Cuba, 2005).